# Magyar Egyházak és Egyesületek Bizottsága

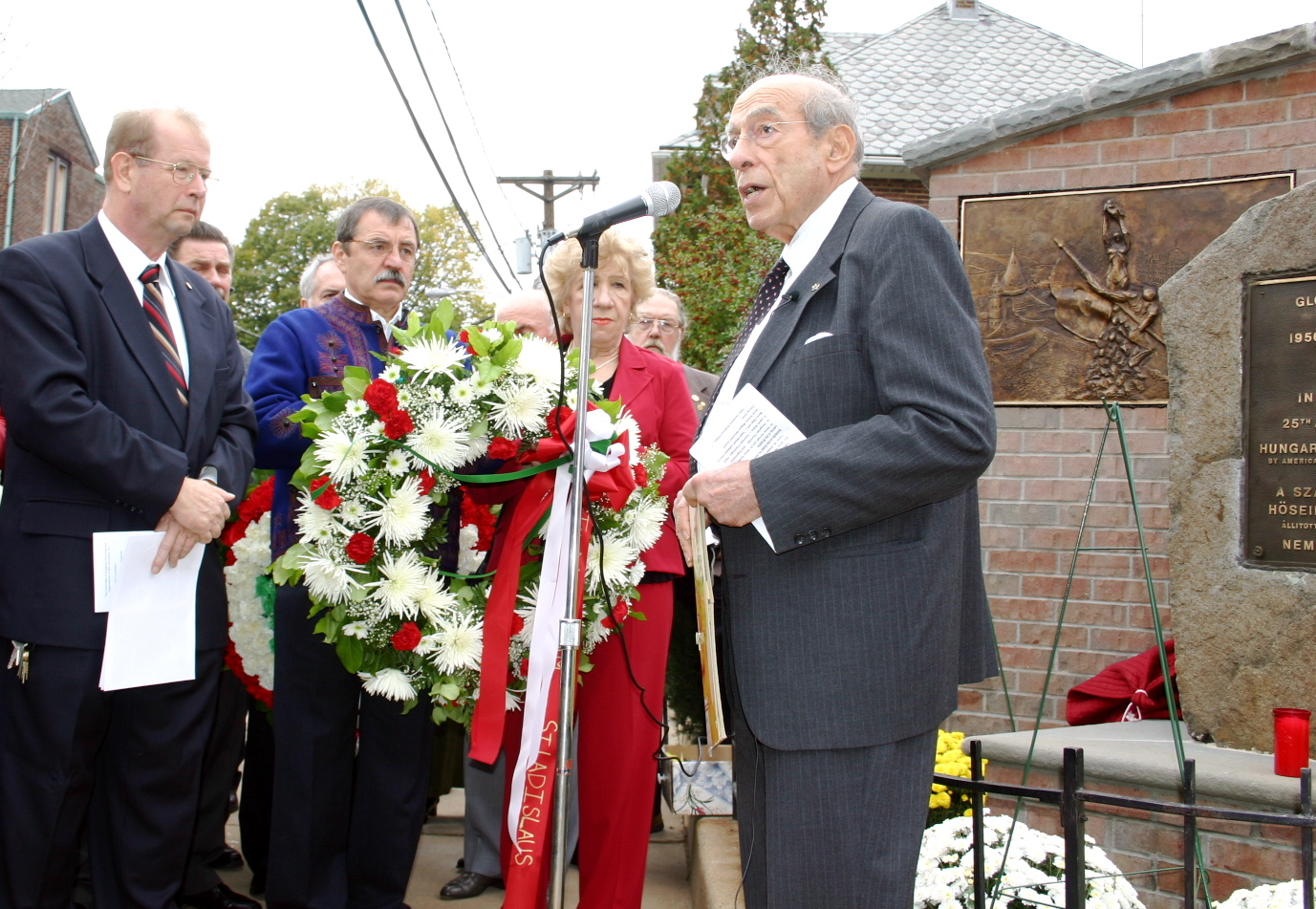
A Magyar Egyházak és Egyesületek Bizottságának képviselői megkoszorúzzák az '56-os forradalom New Brunswick-i emlékművét

A Magyar Egyházak és Egyesületek Bizottsága (MEEB) magába foglalja az Amerikai Egyesült Államok, New Jersey államának, New Brunswick városában működő magyar egyházakat és egyesületeket.  Célja, a szervezetek közti kapcsolattartás és koordináció, illetve közös programok szervezése és lebonyolítása.

## Bizottság tagjai
- Magyar Református Egyház
- Szent László Római Katolikus Egyház
- Szent József Magyar Görögkatolikus Egyház
- Magyar Amerikai Atléta Klub
- Széchenyi Magyar Iskola és Óvoda
- 5. sz. Bornemissza Gergely fiú cserkészcsapat
- 41. sz. Lorántffy Zsuzsanna leány cserkészcsapat
- Magyar Amerikai Alapítvány
- Vers Hangja Irodalmi  Kör
- Bolyai Tudományos és Művészeti Előadássorozat[halott link]
- Magyar Öregdiák Szövetség - Bessenyei György Kör
- WRSU magyar rádióadás
- Csűrdöngölő Néptánc Együttes
- RUTGERS Egyetem Magyar Intézete
- Magyar Nők Szövetsége

## Története
A MEEB-et 1970. február 11-én alakította tíz tagszervezet, amelynek hét ma is tagja.